# Frontera entre Georgia y Turquía
La frontera entre Georgia y Turquía es el límite de 252 kilómetros que separa el suroeste de Georgia (Adjaria) del noreste de Turquía en dirección este-oeste en la Anatolia Oriental, provincias de Artvin y Ardahan.

## Trazado
Su extremo oriental es el litoral del mar Negro, en las proximidades del puerto de Batumi, capital de Adjaria. Luego hacia el oriente hasta el trifinio con Armenia, en Ardahan. Es uno de los trazados fronterizos que separan Asia de Europa, en la región del Cáucaso.

## Historia
Fue definida 1920 cuando el gobierno de la Unión Soviética reconoció la independencia de Georgia, reivindicada desde 1918 e interrumpida por una corta ocupación británica. Desde la independencia de Georgia en 1991 esta frontera vuelve a separar dos naciones independientes.

## Ciudades fronterizas
Georgia/Turquía
- Sarpi/Sarp
- Zeda Chkhutuneti/Camili Bucagi
- Kobaleti/Camili Bucagi
- Arali, Tsarbastumani/Turkgozu